# 北上ケーブルテレビ
北上ケーブルテレビ株式会社（きたかみケーブルテレビ、KCTV）は、北上市・国際興業などが出資する第三セクターのケーブルテレビ局である。
また、超短波放送（FM放送）をする特定地上基幹放送事業者でもある。
2010年1月27日に和賀有線テレビとの合併契約を北上市役所で締結、2010年4月に新会社でスタートを切った。

## 業務区域
- 岩手県北上市の一部

## 主な放送チャンネル

### テレビ局
| デジタル  | 放送局                    |
| --------- | ------------------------- |
| TV011     | NHK盛岡総合               |
| TV021     | NHK盛岡教育               |
| TV041     | テレビ岩手                |
| TV051     | 岩手朝日テレビ            |
| TV061     | IBC岩手放送               |
| TV081     | 岩手めんこいテレビ        |
| TV111     | KCTV自主放送              |
| TV112     | ガイドチャンネル          |
| BS101     | NHK BS                    |
| BS141     | BS日テレ                  |
| BS151     | BS朝日                    |
| BS161     | BS-TBS                    |
| BS171     | BSテレ東                  |
| BS181     | BSフジ                    |
| BS191-193 | WOWOW                     |
| BS200     | BS10                      |
| BS201     | BS10スターチャンネル      |
| BS211     | BS11                      |
| BS222     | BSTwellv                  |
| BS231     | 放送大学                  |
| BS260     | J:COM BS                  |
| BS265     | BSよしもと                |
| BS4K101   | NHK BSプレミアム4K        |
| BS4K141   | BS日テレ 4K               |
| BS4K151   | BS朝日 4K                 |
| BS4K161   | BS-TBS 4K                 |
| BS4K171   | BSテレ東 4K               |
| BS4K181   | BSフジ 4K                 |
| CS210     | J SPORTS3                 |
| CS213     | J SPORTS1                 |
| CS214     | J SPORTS2                 |
| CS217     | ゴルフネットワーク        |
| CS218     | 日テレジータス            |
| CS222     | チャンネルNECO            |
| CS230     | ファミリー劇場            |
| CS234     | 時代劇チャンネル          |
| CS240     | カートゥーン ネットワーク |
| CS241     | アニマックス              |
| CS242     | キッズステーション        |
| CS254     | TBS NEWS                  |
| CS255     | ヒストリーチャンネル      |
| CS258     | テレ朝チャンネル2         |
| CS263     | MTV                       |
| CS270     | 囲碁・将棋チャンネル      |
| CS271     | ショップチャンネル        |
| CS272     | QVC                       |
| CS504     | ムービープラスHD          |
| CS511     | GAORA SPORTS HD           |
| CS514     | スーパー!ドラマTV HD      |
| CS515     | 日本映画専門チャンネル HD |

※地上デジタル放送は現時点では周波数変換パススルー方式でのみ視聴可能

## コミュニティ放送
きたかみE&Beエフエム（きたかみいいあんべエフエム）の愛称で、北上市の一部地域を放送区域とするコミュニティ放送をしている。

### 概要
有線テレビジョン放送事業者が特定地上基幹放送局の免許人となるのは岩手県初である。
特定地上基幹放送局の呼出名称はきたかみエフエム。
演奏所（スタジオ）は北上市大通りのショッピングモール「おでんせプラザぐろーぶ」内に所在。
自社制作番組以外の時間では、J-WAVEの番組を放送する。
2020年11月からインターネット放送を開始

### 送信所
| 送信所                                                       | 空中線電力 | 所在地 |
| ------------------------------------------------------------ | ---------- | ------ |
| 親局                                                         | 20W        | 北上市 |
| 口内中継局                                                   | 20W        | 北上市 |
| 臥牛中継局                                                   | 10W        | 北上市 |
| - 親局のコールサインは、JOZZ2BP-FM - 周波数は、すべて88.8MHz |            |        |

北上ケーブルテレビのFMちゃんねるでも同時再送信と称してサイマル放送をしている。

### 沿革
2018年（平成30年）
- 5月28日 - 親局と口内中継局の特定地上基幹放送局の予備免許取得[2]
- 7月25日 - 親局と口内中継局の特定地上基幹放送局の免許取得[3]
- 7月30日 - 開局[4]

### 主な自社制作番組
●マークは、生放送。
- 北上市民の歌「きらめいて」（月曜 - 金曜 6:53 - 6:55）
- ●START UP KITAKAMI（月曜 - 金曜 7:00 - 9:00）
- ●Happiness（月曜 - 木曜 10:00 - 12:00）
- ●ひるさがり午後に（月曜 - 木曜 12:00 - 14:00）
- ●ON!ラジ（月曜 - 木曜 16:00 - 19:00）
- ●フライデー・ピッツァ（金曜 12:00 - 15:00）
- ●M.J.～Music Journey～（金曜 15:00 - 16:00）
- ●チアーズ!!（金曜 16:00 - 19:00）　ほか